# Alto del Olvido
Alto del Olvido est une localité argentine et un district situé dans le département de Lavalle, province de Mendoza. Elle est située sur le ruisseau Tulumaya, à 6 km au nord de Villa Tulumaya, la capitale départementale.
En 2010, sa place principale était en cours de construction.